# Schismadillo tuberculatus
Schismadillo tuberculatus är en kräftdjursart som beskrevs av Albert Vandel1973. Schismadillo tuberculatus ingår i släktet Schismadillo och familjen Armadillidae. Inga underarter finns listade i Catalogue of Life.